# Pierre Margot (acteur)
Pour les articles homonymes, voir Pierre Margot et Margot.
Pierre Margot, né le 28 octobre 1966, est un acteur, metteur en scène et auteur-compositeur-interprète français.

## Biographie
Pierre Margot (nom civil : Pierre Bigot) suit des cours de théâtre au Cours Simon de 1983 à 1985 et avec Maurice Sarrazin, puis des cours de chant avec Suzie Sorano.
Également en formation de musicien, il pratiqua 5 années de piano et 2 années de violon.
Il obtient en 2002, Le Lauréat du prix Daniel Sorano remis par l'académie des Sciences et des Arts de Toulouse..
En septembre 2015, il interprète au théâtre un rôle très remarqué par la critique dans Le Clochard Stellaire,.
En mars 2016, il interprète le rôle d'Alceste dans le Misanthrope de Molière mis en scène par Claire Guyot.
En 2020, sa deuxième pièce : Racine de trois est lauréate de l'Aide nationale à la création de textes dramatiques ARTCENA.
Il est le compagnon de la chanteuse et musicienne Nathalie Miravette.

## Théâtre

### Comédien
- 1988 puis en 2003 : Le Monte-plats d'Harold Pinter, mise en scène de Lise Granvel : Ben
- 1989 : Œdipe de Sophocle, mise en scène de Jean-Paul Cathala : Œdipe
- 1990 : Dom Juan ou le Festin de pierre de Molière, mise en scène de Jean-Paul Cathala : Dom Carlos
- 1991 : La Tempête de William Shakespeare, mise en scène de Mario Gonzalez : Ariel
- 1992 : Philoctète de Sophocle, mise en scène de Yannis Ritsos : Le Lecteur
- 1994 : En attendant Godot de Samuel Beckett, mise en scène de Mario Gonzalez : Pozzo
- 1995 : Bérénice d’Égypte d'Andrée Chedid, mise en scène de Jean-Paul Cathala : Archélaos
- 1997 : Bal Onirique, d'après les textes d'Alfred Jarry et Salvador Dali : Le Dodu
- 1998 : Edmond la Vanille de Jean-Paul Cathala, mise en scène de l'auteur : Le prisonnier
- 2000 : L’Avare de Molière, mise en scène de Maurice Sarrazin : Valère
- 2001 : La Mégère apprivoisée de William Shakespeare, mise en scène de Maurice Sarrazin : Petruchio
- 2002 : Edmond la Vanille de Jean-Paul Cathala, mise en scène de l'auteur : Commissaire Sarda Garriga
- 2004 : L'Histoire du soldat d'Igor Stravinsky : Le Récitant
- 2005 : Les Cris de Londres : Le Crieur
- 2005 : George Dandin ou le Mari confondu de Molière, mise en scène de Jean-Paul Cathala : Clitandre
- 2005 : Saint-Just de Jean-Claude Brisville, mise en scène de Bruno de Saint Riquier : Danton
- 2006 : La locandiera de Carlo Goldoni : Fabrice
- 2009 : Fay ce que voudras d'après les textes de Rabelais et Louise Labbé : Récitant
- 2009 : L'Espoir Têtu d'après les textes de Serge Utgé-Royo : Récitant
- 2009 : Un Jour Futur d'après les textes de Louis Aragon et Jean Ferrat : Récitant
- 2010 : Créateur des "Nuits de la Pleine Lune" au XXème Théâtre. Soirée chanson au bénéfice du D.A.L.
- 2011 : Carte Blanche inspiré d'« Art » de Yasmina Reza
- 2012 : Le Clochard Stellaire de Georges de Cagliari. Rôle : Le clochard
- 2016 : Le Misanthrope de Molière, mis en scène par Claire Guyot. Rôle : Alceste.
- 2016 : Shaman & Shadoc ou l'imposture des rats de Pierre Margot. Rôle : Shadoc.
- 2017 : Trois hommes sur un toit de Jean-Pierre Siméon, mis en scène par Antoine Marneur. Rôle : Maurice, cœur fourbu.
- 2020 : Trois hommes dans une bouteille de Daniel Keene, mis en scène par Antoine Marneur. Rôle : Andreï (Création suspendue et reportée à septembre 2021)
- 2023 : Le Clochard Stellaire de Georges de Cagliari. (Festival d'Avignon 2023) Rôle : Le Clochard.

### Metteur en scène
- 1993 : Les Amours de Don Perlimplín avec Belise en son jardin de Federico García Lorca
- 2000 : Bonjour monsieur Lumière... de Jean-Paul Cathala
- 2004 : Un homme dans la gare de Jean-Paul Cathala
- 2004 : Richard III de William Shakespeare
- 2005 : L'Histoire du soldat d'Igor Stravinsky
- 2006 : La locandiera de Carlo Goldoni
- 2006 : Kamaïeu, spectacle chanson et album.
- 2012 : Cucul, mais pas que...Spectacle de chanson burlesque de Nathalie Miravette
- 2013 : Après la virgule. Spectacle de chanson de Henri Courseaux.
- 2013 : Ferrat-Ferré. Spectacle de chanson de Claire Guyot et Annick Cisaruk.
- 2016 : Shaman & Shadoc ou l'imposture des rats de Pierre Margot.
- 2019 : Spectacle de chanson - Manèges - d'Anne Sylvestre à la Cigale.

### Auteur
- 2006 : La Locandiera de Carlo Goldoni, adaptation pour le Grenier de Toulouse
- 2016 : Auteur de Shaman & Shadoc ou l'imposture des rats créé le 14 septembre 2016 à l'Essaïon Théâtre
- 2020 : Auteur de Racine de trois, lauréat de l'aide à la création Artcéna 2020

## Doublage

### Cinéma

#### Films
- 2009 : Le Secret de Lily Owens : voix-off de la bande-annonce
- 2012 : La Colère des Titans : Poséidon (Danny Huston)
- 2012 : Song for Marion : Bill (Bill Thomas)
- 2012 : Premium Rush : voix additionnelles
- 2013 : Elysium : ? (?)
- 2013 : Capitaine Phillips : voix additionnelles
- 2016 : La Fille du train : Tom Watson (Justin Theroux)
- 2017 : La Femme la plus détestée d'Amérique : ? (?)
- 2017 : Confident royal : Bertie, le prince de Galles (Eddie Izzard)
- 2021 : La familia perfecta : ? (?)
- 2022 : Mon Petit Ami virtuel : ? (?)
- 2022 : Spirited : L'Esprit de Noël : ? (?)
- 2022 : Jerry and Marge Go Large : ? (?)
- 2022 : My Policeman : ? (?)
- 2023 : Luther : Soleil déchu : ? (?)
- 2023 : Love Again : un peu, beaucoup, passionnément : ? (?)
- 2024 : Golden Kamui : ? (?)

#### Films d'animation
- 2009 : Là-haut : George
- 2010 : Raiponce : un des frères Stabbington[5]
- 2011 : Les Schtroumpfs : Un Chant De Noël : le Schtroumpf grognon (court-métrage)
- 2012 : Jean de la Lune : le vendeur de glaces
- 2017 : Coco : le surveillant pénitentiaire et l'agent de la zone d'arrivée
- 2021 : Luca : Lorenzo Paguro
- 2021 : Charlotte : Dr Kurt Singer et un des soldats SS

### Télévision

#### Téléfilms
- 2009 : Battlestar Galactica: The Plan : le coach (Bruce Dawson)
- 2015 : Le Voleur au grand cœur : ? (?)
- 2017 : Un terrible secret : le révérend Pehme (David Stuart (en))
- 2019 : Quand ma fille dérape... : l'officier Janz (Michael Scovotti)
- 2020 : L'Amour entre deux pages : Stanley (Fred Keating (en))
- 2022 : Tout ce que je veux pour Noël… c'est toi ! : ? (?)

#### Séries télévisées
- 1998-1999 : Troisième planète après le Soleil : Doug (Jim Beaver)
- 2007 : Deux princesses pour un royaume : Raw (Raoul Trujillo)
- 2011 : True Blood : Marcus Bozeman (Daniel Buran) (7 épisodes)
- 2012 : Grimm : Marnassier (Mike Dopud) (2 épisodes)
- 2015 : Arrow : Digger Harkness / Captain Boomerang (Nick E. Tarabay) (saison 3, épisodes 7 et 8)
- 2020 : Filthy Rich : Hagamond Sheen (Thomas Francis Murphy) (6 épisodes)
- 2020-2022 : Stargirl : Sofus Mahkent (Jim France) (15 épisodes)
- 2022 : Shantaram (en) : ? (?)
- 2022 : Barbares : ? (?) (saison 2)
- depuis 2022 : Bosch: Legacy : Martin « Marty » Rose (David Moses)
- 2023 : Le Pouvoir : ? (?)
- 2023 : Tout le monde aime les diamants : ? (?)
- 2024 : Ronja, fille de brigand (sv) : Per le Chauve (Johan Ulveson (sv))
- 2024 : Bodkin (en) : Cathal (Brendan Conroy))

#### Séries d'animation
- 2021 : M.O.D.O.K. : Bruno Horgan / Melter
- 2023 : Ranelot et Bufolet (en) : Serpent, Géant et Dragon

### Jeux vidéo
- 2022 : Dying Light 2 Stay Human : voix additionnelles
- 2024 : Final Fantasy VII Rebirth : voix additionnelles

## Discographie
1993 : Bérénice d'Egypte. Musique originale de la pièce d'Andrée Chédid. Production Avant-Quart.
1996 : Pas Perdus. Musique originale du spectacle de Jean-Michel Ropers et Pat O'Bine. Production PMCB.
2004 : Album de chanson éponyme : Pierre Margot. Chez Louise Production.
2009 : Album de chanson : Kamaïeu. Chez Edito Musiques
2018 : Album pop/rock in french : Kamaïeu, les cyclamens. EPM/UNIVERSAL

## Livres
- Pierre Margot, Racine de trois, Paris, Éditions Camino Verde, 2024, 56 p.  (ISBN 9791090267619)